# Jishou
Jishou är en stad på häradsnivå och säte för myndigheterna i den autonoma prefekturen Xiangxi för tujia- och miao-folken i Hunan-provinsen i södra Kina. Den ligger omkring 310 kilometer väster om provinshuvudstaden Changsha.
Orten hette tidigare Kiencheng (kinesiska: 乾城?, pinyin: Qiánchéng) och var då ett härad, orten var också känd som Kienchow. 1953 fick den sitt nuvarande namn Jishou och 1982 ombildades orten till en stad på häradsnivå.